# 東 (蓮田市)
東（ひがし）は、埼玉県蓮田市の町名。現行行政地名は東一丁目から東六丁目。住居表示実施地区。郵便番号は349-0111。

## 地理
埼玉県東部、蓮田市南部に位置する。東側で緑町・城・川島に、南側で桜台・馬込・蓮田に、南西側で蓮田に、北西側で末広・本町・上に隣接する。国道122号蓮田岩槻バイパスが東部を縦貫するほか、埼玉県道154号蓮田杉戸線、埼玉県道311号蓮田鴻巣線、埼玉県道322号東門前蓮田線が地内に起終点をおく。
住居表示の実施により成立した。元荒川河川敷は市街化調整区域に指定されており、それ以外は市街化区域に指定されている。蓮田駅にほど近い地区は商業地として利用されており、他の地区は住宅地として利用されている。生産緑地地区は三丁目に1カ所存在する。
河川
- 元荒川

### 地価
住宅地の地価は、2020年（令和2年）1月1日の公示地価によれば、東五丁目607番1外（住居表示は東五丁目7番14号）の地点で12万6000円/m2となっている。

## 歴史

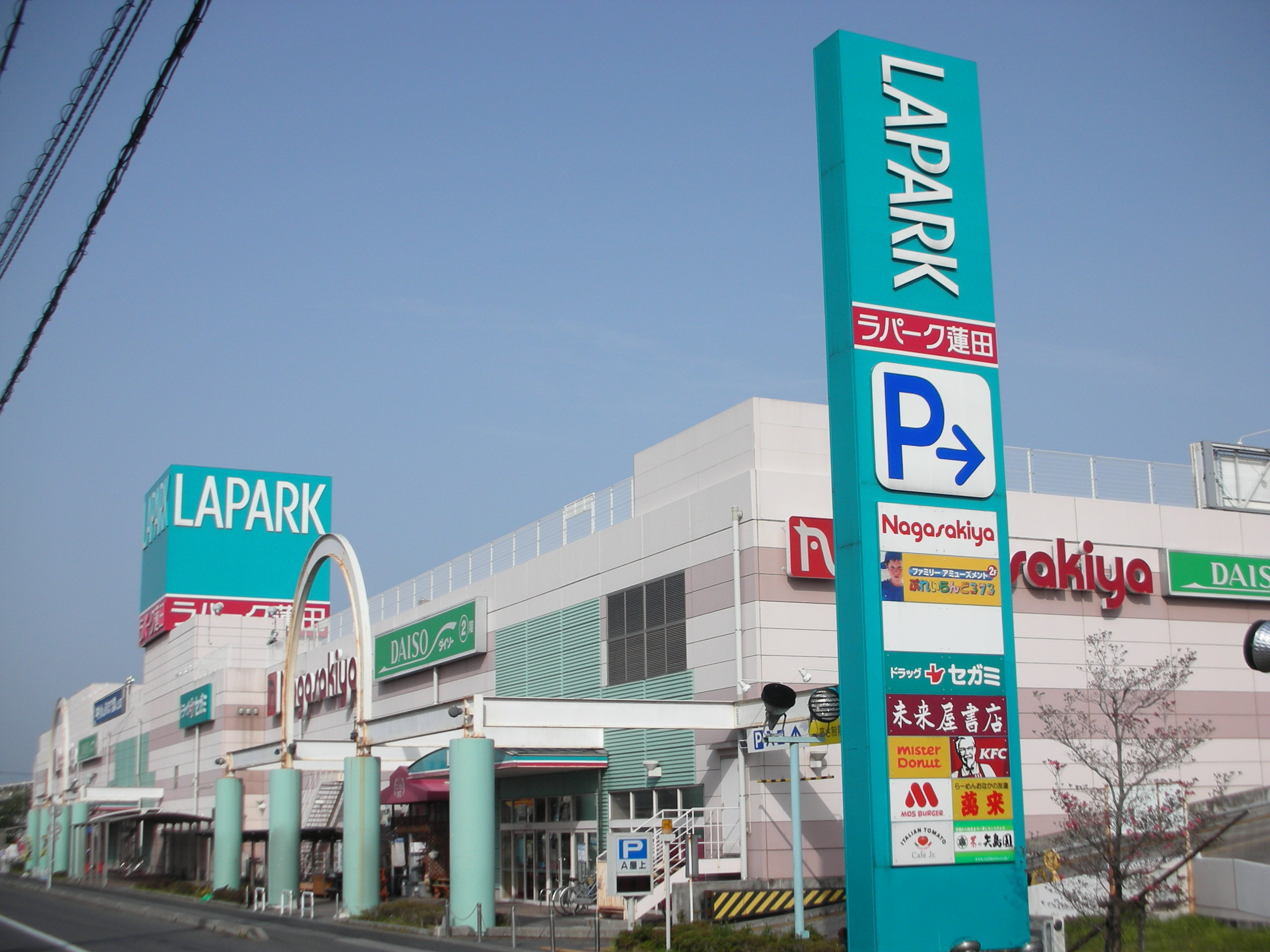
ラパーク蓮田

- 1964年（昭和39年） - 住居表示実施により、大字蓮田および大字川島の各一部から東一丁目 - 六丁目が成立（大字蓮田の一部から一丁目・四丁目 - 六丁目が、大字蓮田および大字川島の各一部から二丁目・三丁目が成立）[5]。
- 1972年（昭和47年）10月1日 - 蓮田町が市制施行し、蓮田市の町名となる。
- 1982年（昭和57年）7月26日 - 地内の国道122号蓮田岩槻バイパスのうち、「東（二）」交差点[注釈 2]以南が開通する。
- 2000年（平成12年）10月 - 地内にラパーク蓮田（現、MEGAドン・キホーテ蓮田店）が建設され、オープンする。
- 2006年（平成18年）6月11日 - 地内の国道122号蓮田岩槻バイパスのうち、「東（二）」交差点以北が開通する。

## 世帯数と人口
2020年（令和2年）9月1日時点の世帯数と人口は以下の通りである。
| 丁目     | 世帯数    | 人口    |
| -------- | --------- | ------- |
| 東一丁目 | 253世帯   | 479人   |
| 東二丁目 | 326世帯   | 688人   |
| 東三丁目 | 435世帯   | 876人   |
| 東四丁目 | 202世帯   | 440人   |
| 東五丁目 | 476世帯   | 1,014人 |
| 東六丁目 | 505世帯   | 1,155人 |
| 計       | 2,197世帯 | 4,652人 |

## 小・中学校の学区
市立小・中学校に通う場合、学区は以下の通りとなる。
| 丁目     | 区域 | 小学校                 | 中学校               |
| -------- | ---- | ---------------------- | -------------------- |
| 東一丁目 | 全域 | 蓮田市立蓮田南小学校   | 蓮田市立蓮田南中学校 |
| 東二丁目 | 全域 | 蓮田市立蓮田中央小学校 | 蓮田市立蓮田中学校   |
| 東三丁目 | 全域 | 蓮田市立蓮田南小学校   | 蓮田市立蓮田南中学校 |
| 東四丁目 | 全域 | 蓮田市立蓮田南小学校   | 蓮田市立蓮田南中学校 |
| 東五丁目 | 全域 | 蓮田市立蓮田南小学校   | 蓮田市立蓮田南中学校 |
| 東六丁目 | 全域 | 蓮田市立蓮田南小学校   | 蓮田市立蓮田南中学校 |

## 交通

### 鉄道
東北本線（宇都宮線）が北西の境界付近を通るが、線路敷は末広・本町・上となっており、地区内には敷設されていない。最寄り駅は同線蓮田駅であり、東五丁目607番1外（住居表示は東五丁目7番14号）の地点から約420 mの位置にある。
かつては、東六丁目にあたる地区を武州鉄道が通っていた。

### バス
国際興業バスと朝日自動車により、蓮田駅東口発着の路線バスが運行されている。

### 道路
- 国道122号蓮田岩槻バイパス
- 埼玉県道154号蓮田杉戸線
- 埼玉県道311号蓮田鴻巣線
- 埼玉県道322号東門前蓮田線
- のくぼ通り[13]

## 施設
蓮田駅前に位置するため、数多くの商業施設や民間施設が立地する。
二丁目
- JA南彩蓮田支店
- JR蓮田変電所

三丁目
- 下町自治会館
- 川島久伊豆神社
- 愛宕神社

四丁目
- 栄町自治会館
- MEGAドン・キホーテ蓮田店（旧ラパーク蓮田）

五丁目
- 蓮田駅前団地
- 蓮田市立東保育園

六丁目
- 蓮田市中央公民館
- 岩槻警察署蓮田交番
- 蓮田市立蓮田南小学校
- 蓮田駅東口郵便局